# 那珂川市立片縄小学校
那珂川市立片縄小学校（なかがわしりつかたなわしょうがっこう）は、福岡県那珂川市にある公立小学校。

## 態様
那珂川市北部、片縄山を西に仰ぎ、間近に福岡市南区との境界を有する、片縄地区の一角に所在する。

## 所在地
福岡県那珂川片縄北1丁目15番1号

## 沿革
- 1983年（昭和58年） - 那珂川町立岩戸北小学校より分離し那珂川町立片縄小学校が開校
- 2018年（平成30年）10月1日 - 市制施行に伴い那珂川市立片縄小学校に改称[1]。

## 交通
東方を国道385号が南北に走っている。

## 周辺
- 福岡女子商業高等学校

西側で隣接。
- 那珂川市立岩戸北小学校

南方に所在。

## 片縄小学校卒業の有名人
- 山野本竜規（琉球放送　アナウンサー）
- 内田敏夫（The LOVE　音楽アーティスト）
- 鷹見由紀子（第39回全日本女子学生剣道選手権大会優勝、第14回世界剣道選手権大会女子個人戦優勝　剣道）